# Miškenot Ša'ananim

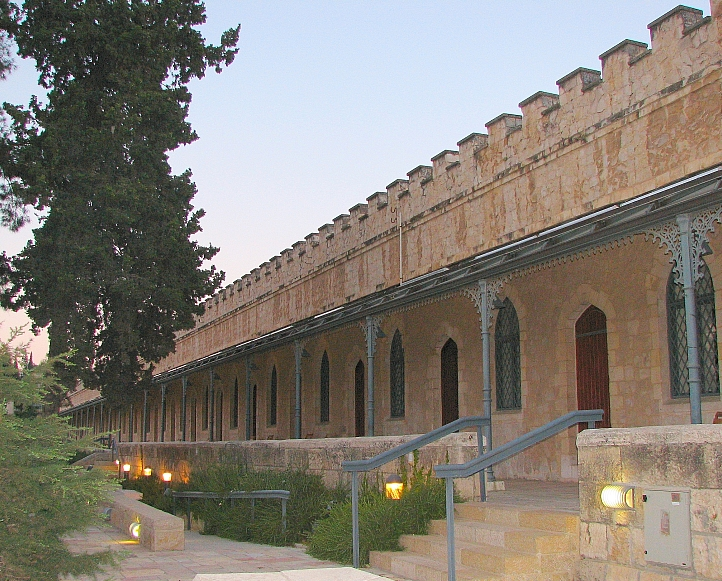
Původní architektura v Miškenot Ša'ananim

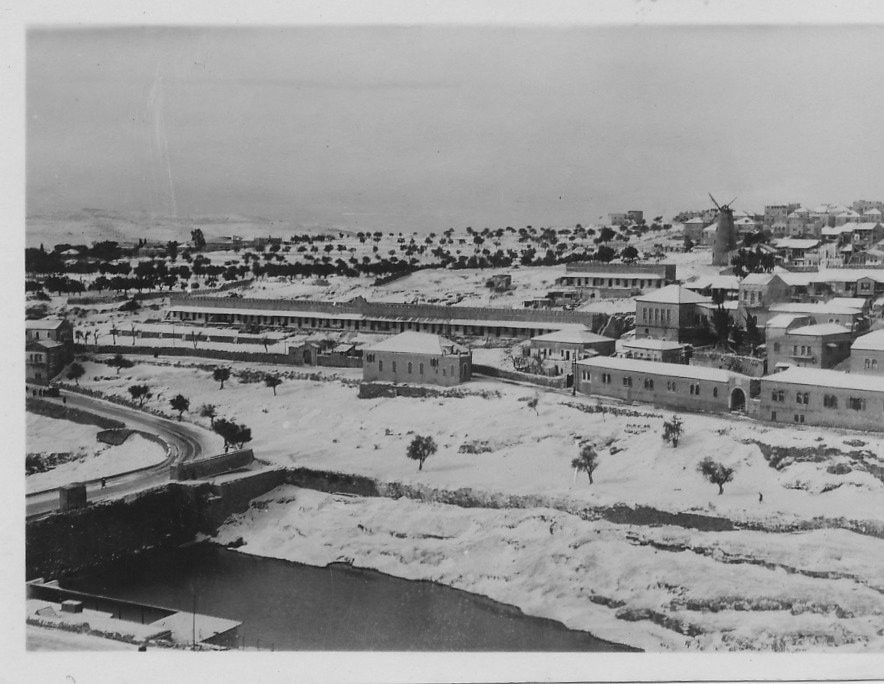
Čtvrť Miškenot Ša'ananim a Jemin Moše na dobovém snímku z 20. let 20. století se sněhovou pokrývkou

Miškenot Ša'ananim (hebrejsky: משכנות שאננים) je městská čtvrť v centrální části Jeruzaléma v Izraeli.

## Geografie
Je nejjižnější součástí čtvrtě Jemin Moše. Na severozápadě hraničí s čtvrtí Machane Jisra'el, na západě a jihozápadě s Talbija. Na jihu s Abu Tor a na severovýchodě se Starým Městem. Leží v nadmořské výšce cca 750 metrů, na mírně vyvýšeném hřbetu, který je od Starého Města oddělen zářezem údolí vádí Nachal Chinom, které pak ústí do kaňonu Nachal Kidron. Na protější straně údolí se zvedá Hora Sijón. Čtvrť se nachází nedaleko okraje území, které ovládl Izrael během války za nezávislost v roce 1948, tedy nedaleko od Zelené linie. Prochází jí silnice číslo 60 (Derech Chevron). Jižně odtud rovněž končí stará železniční trať Tel Aviv-Jeruzalém. Populace čtvrti je židovská.

## Dějiny
Miškenot Ša'ananim je nejstarší židovskou čtvrtí v Jeruzalémě vně hradeb Starého Města. Výstavba zde začala už roku 1855, kdy se Moses Montefiore rozhodl postavit v této lokalitě za hradbami Jeruzaléma větrný mlýn a kolonii Miškenot Ša'ananim. Montefiore se k vzniku nového předměstí rozhodl po návštěvě země v roce 1854. Finance poskytl filantrop Judah Touro z New Orleans v USA. Urbanistický soubor Miškenot Ša'ananim vyrostl v roce 1860 na třetině zdejších pozemků. Další třetinu zaujal větrný mlýn. Zbytek parcely byl oplocen a pojmenován Zahrada Mosese a Judithy Montefiorových. V roce 1866 ale tuto zahradu zaujali chudí Židí ze Starého Města, kteří si nemohli dovolit platit nájmy a postavili zde proto provizorní příbytky a stany. V roce 1892 byli tito lidé vystěhováni. Sefardští Židé do čtvrti Nachla'ot a aškenázští Židé do Me'a Še'arim. Na místě jejich nouzové kolonie, severně od Miškenot Ša'ananim, vyrostla nová čtvrť nazvaná na počest Mosese Montefiora Jemin Moše. Čtvrť je turisticky vyhledávaná a památkově chráněná. Hlavním symbolem je větrný mlýn a sefardská synagoga.

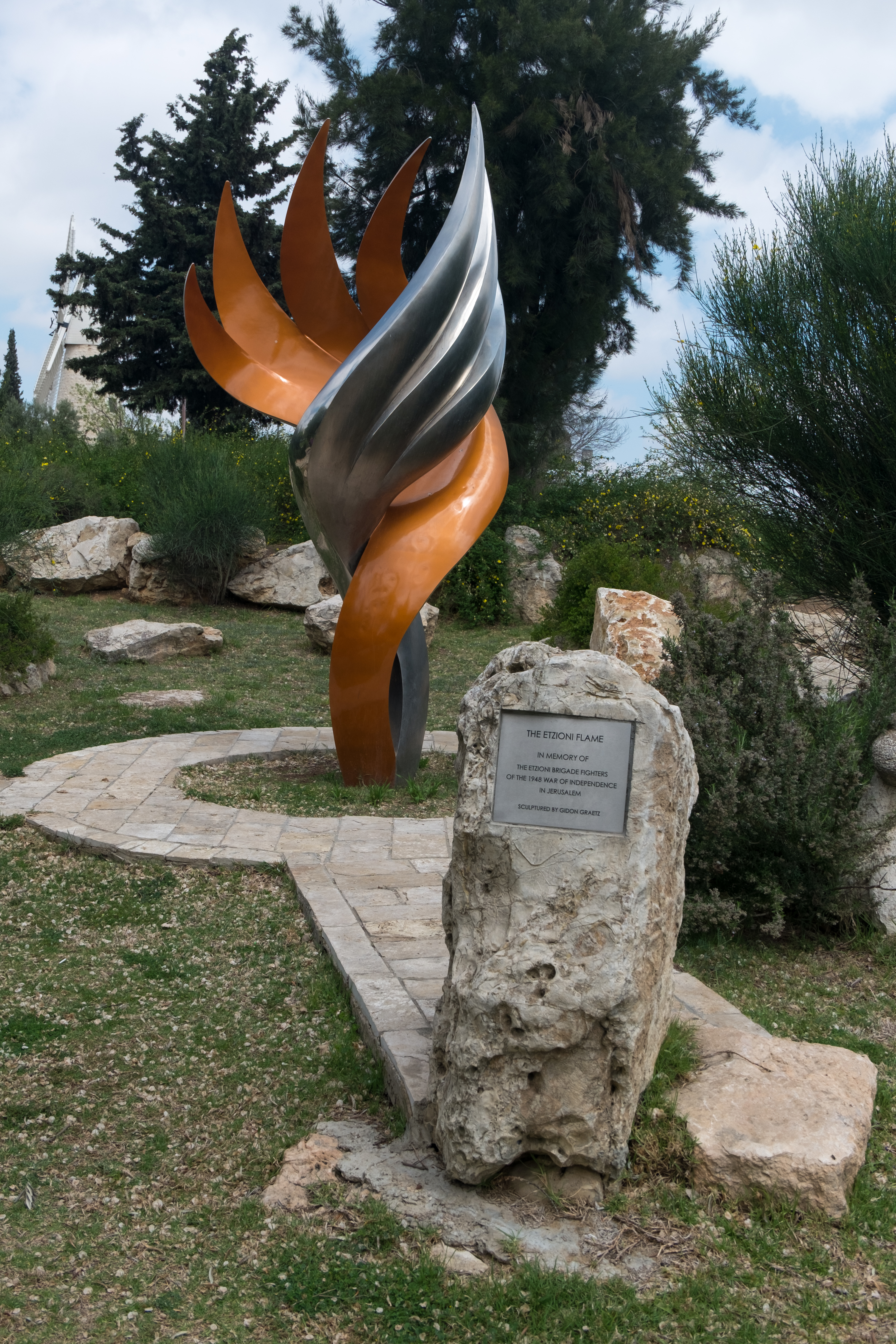
Etzioni Flame
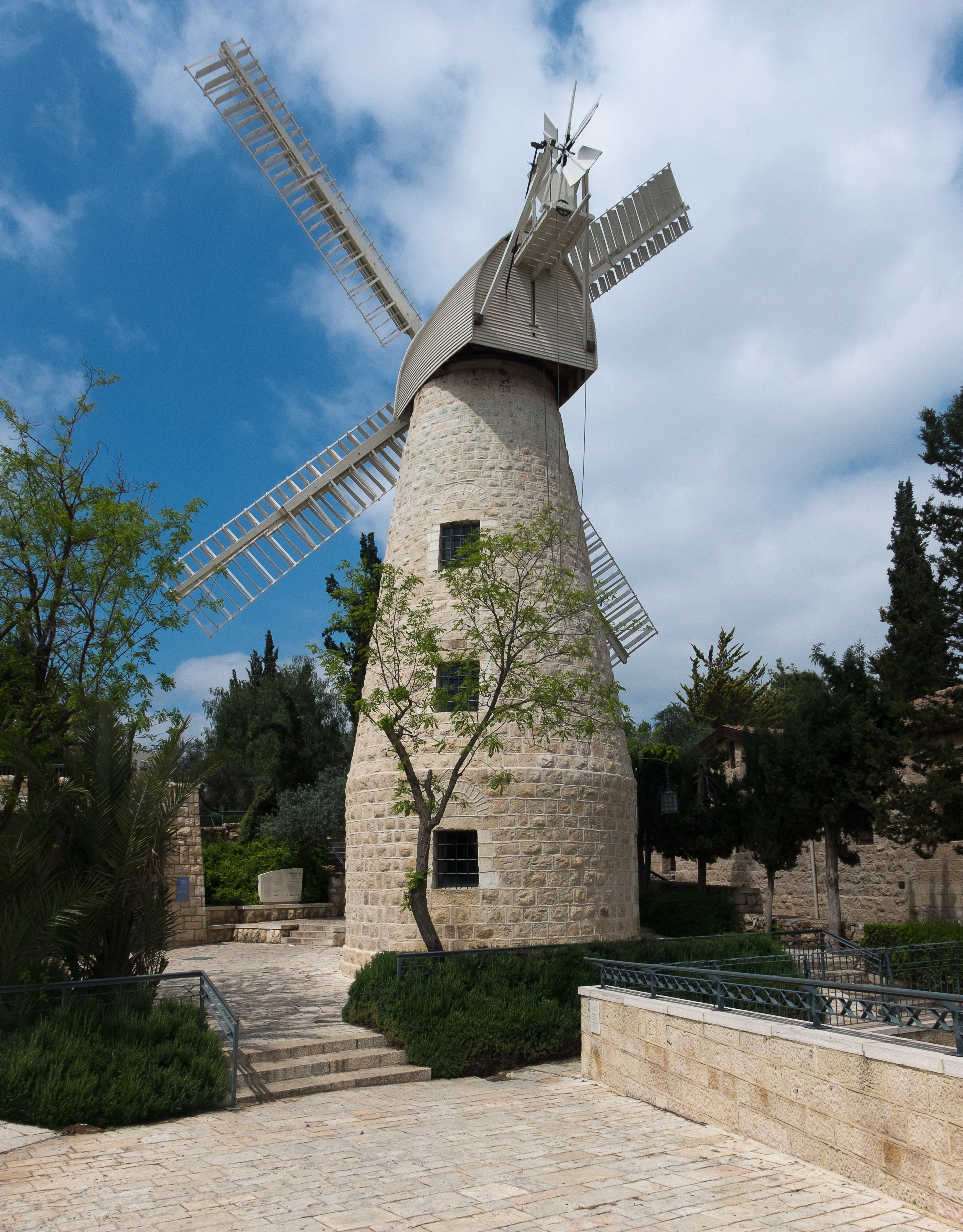
Montefiore Windmill
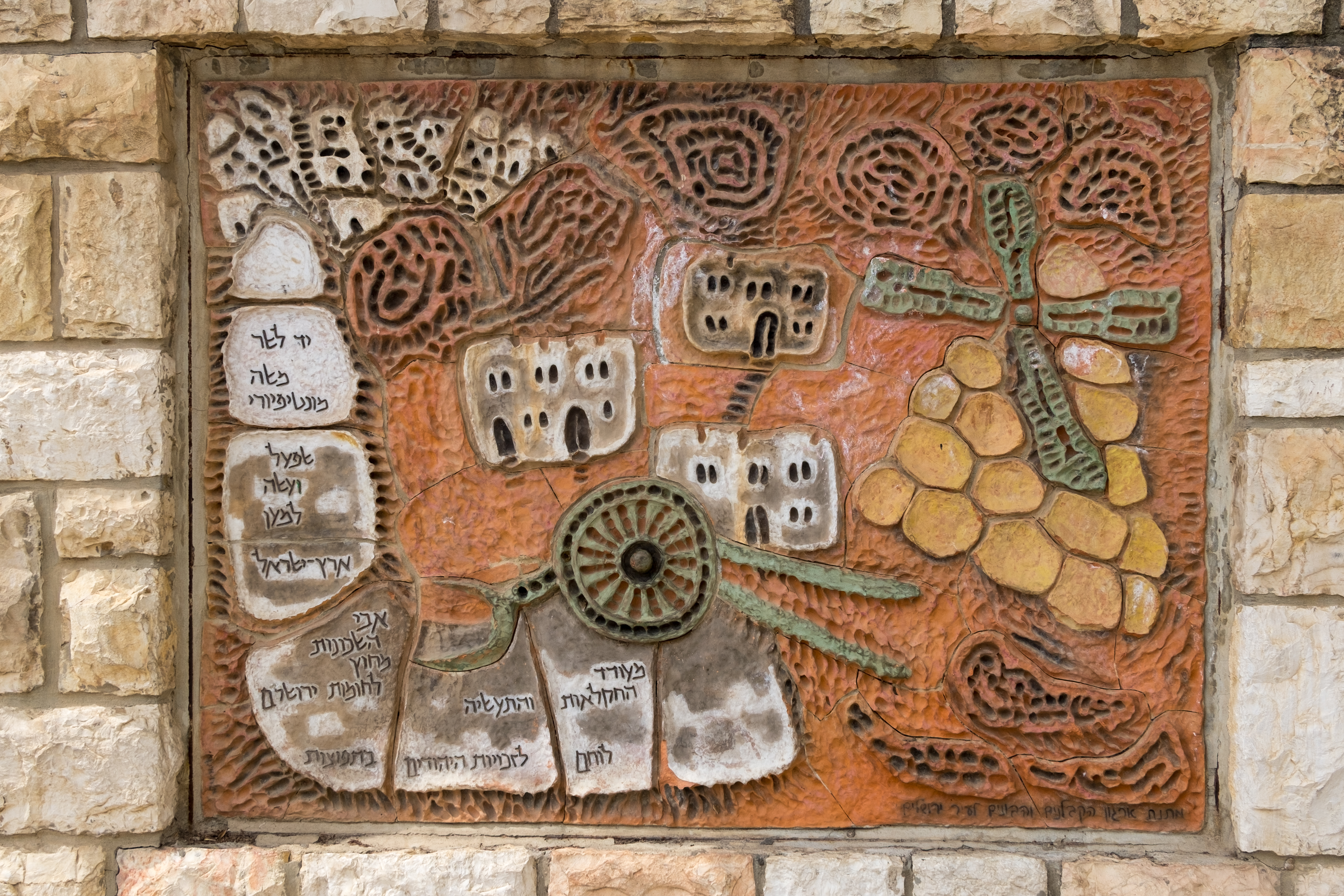
Ha-Takhana
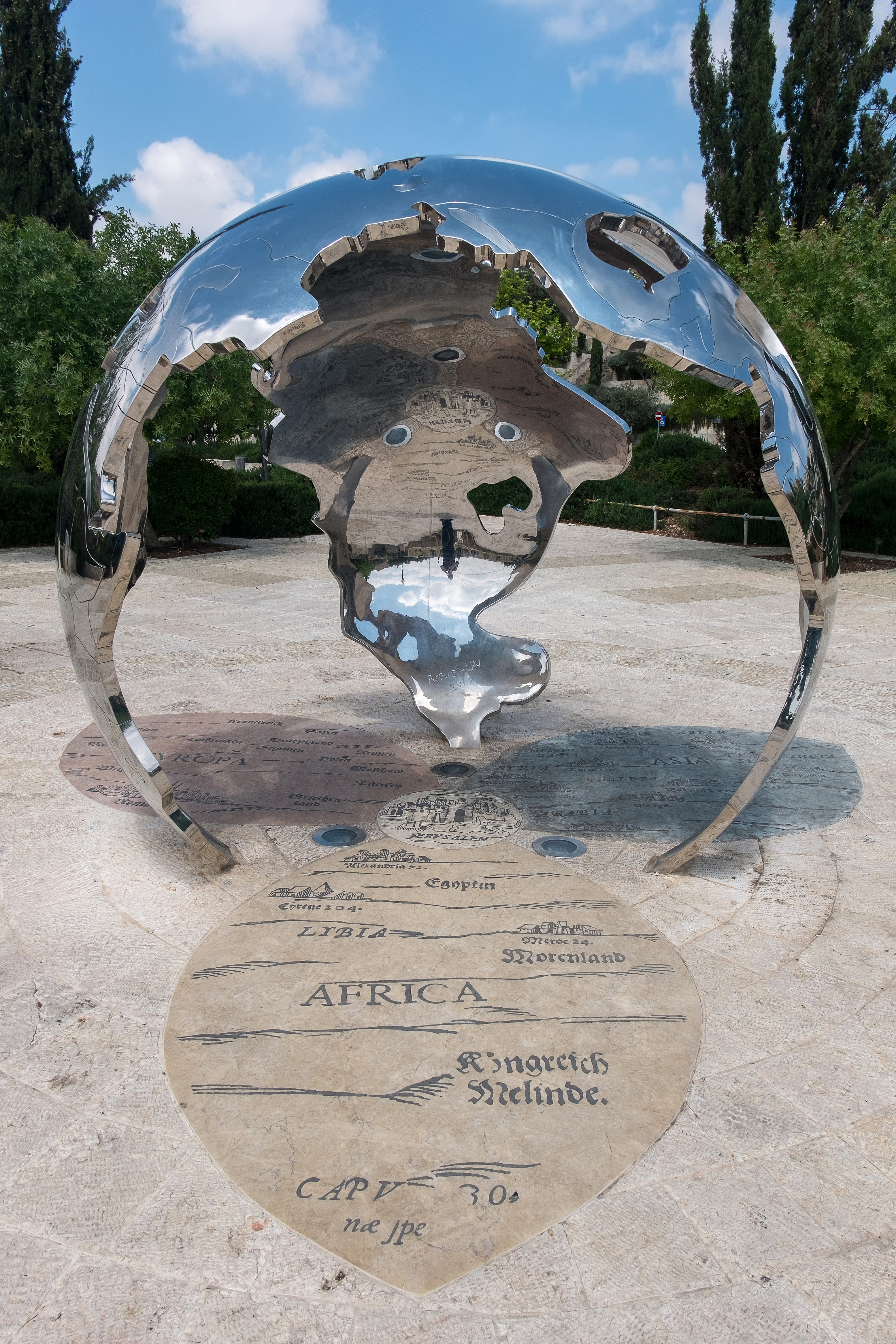
Jerusalem als Zentrum der Welt